# Rigaer Stadtbefestigung

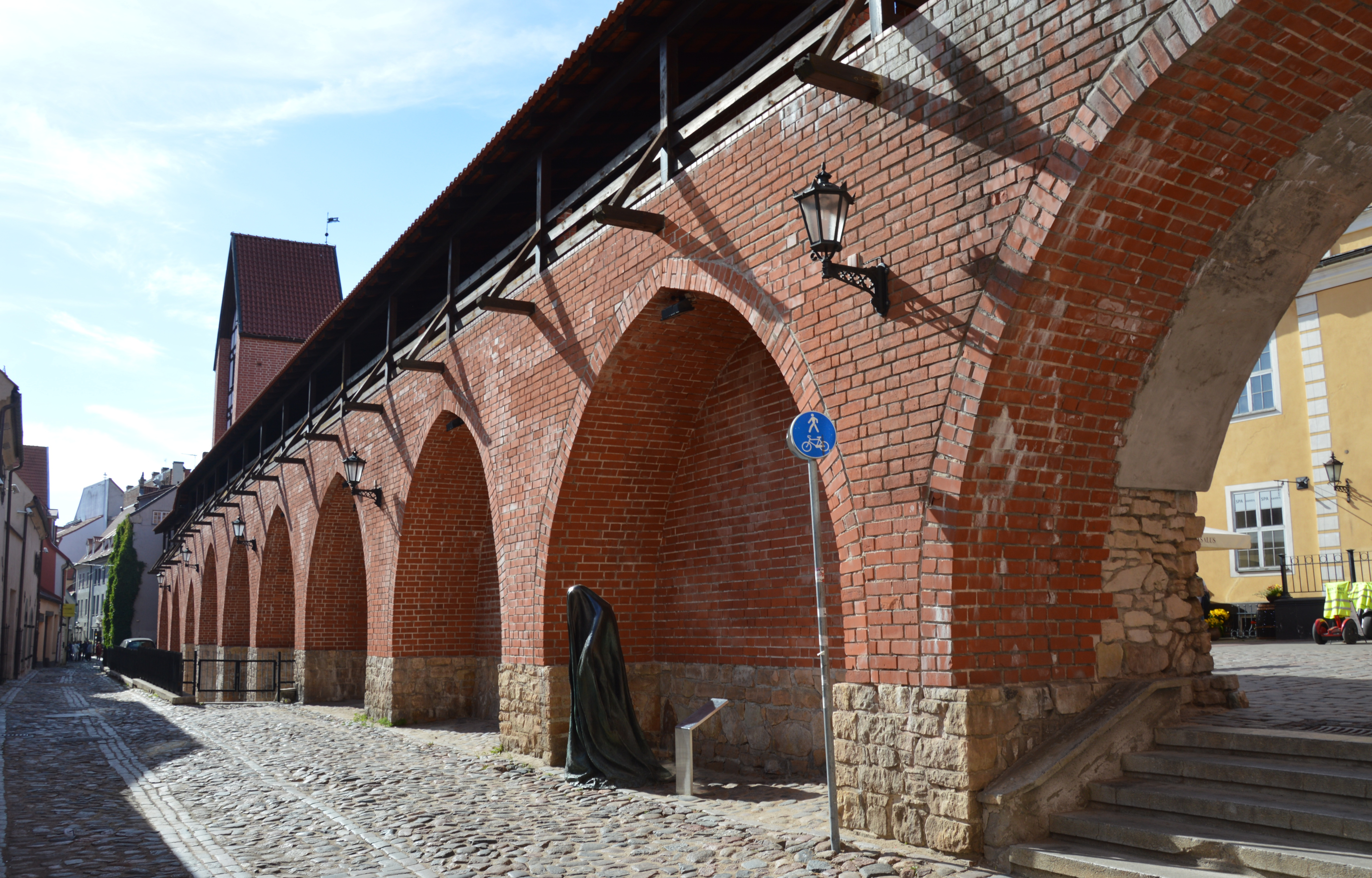
Stadtmauer auf der Nordseite der Lärmstraße

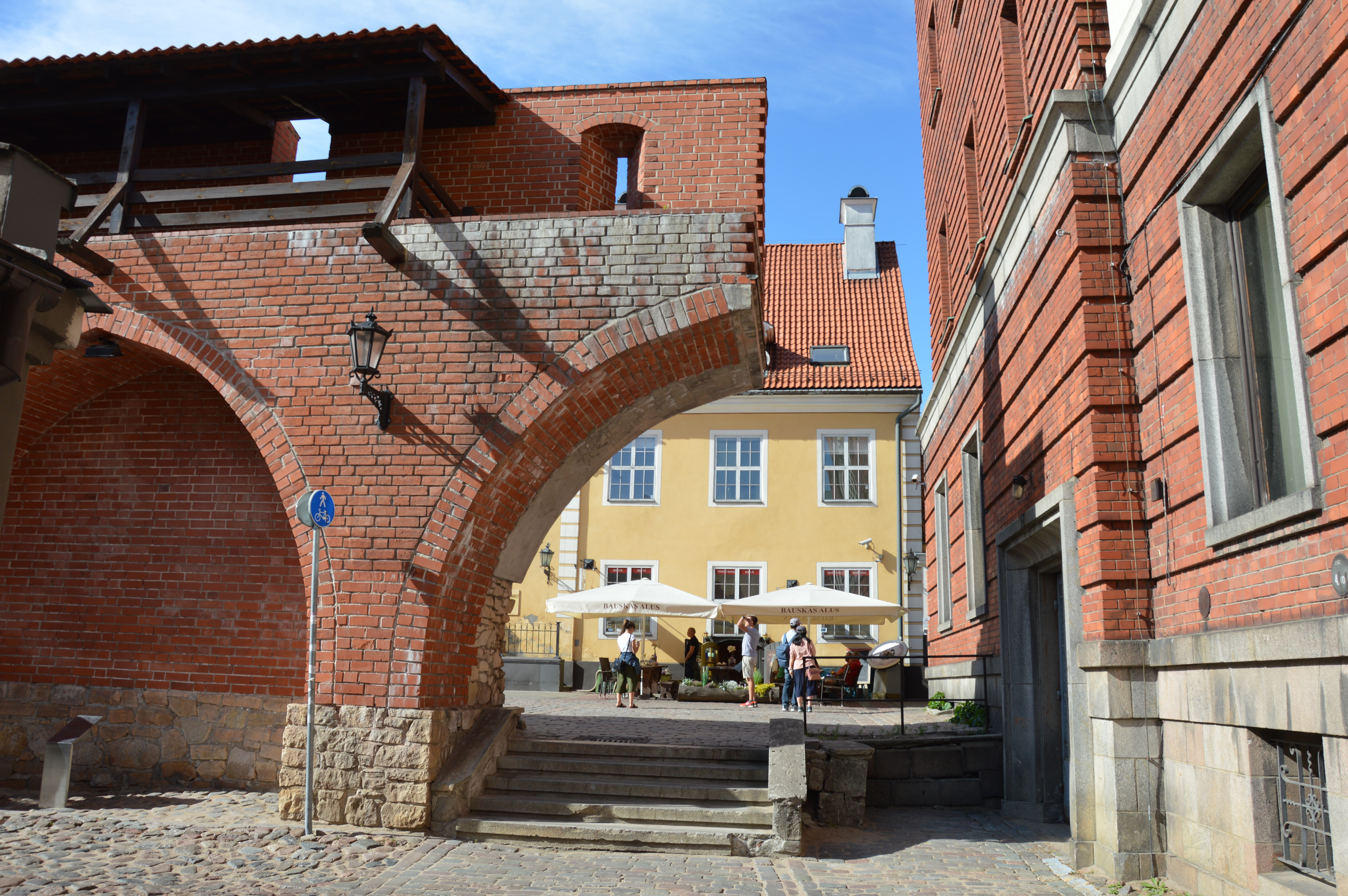
Östliches Ende des Stadtmauerrestes an der Lärmstraße

Die Rigaer Stadtbefestigung (lettisch Rīgas nocietinājumi) ist die historische Stadtbefestigung der lettischen Hauptstadt Riga.

## Gestaltung und Geschichte
Eine erste massive Stadtmauer Rigas wurde im Jahr 1207 urkundlich erwähnt. Zuvor sollen 3,50 Meter hohe Palisaden bestanden haben. Im Laufe der Stadtgeschichte erfolgten wiederholt Erweiterungen des Verlaufs der Befestigung. Im 14. Jahrhundert wies sie dann bereits eine Länge von 2.200 Metern auf und erreichte eine Höhe von bis 13 Metern. Es bestanden bis zu 29 Türme die im Abstand von etwa 70 Metern zueinander angeordnet waren. Der Abstand entsprach der Reichweite eines Pfeils. Von den Türmen sind heute nur noch der Ramerturm und der Pulverturm erhalten. Darüber hinaus bestehen mehrere in neuere Gebäude integrierte Türme. Ursprünglich befanden sich acht Stadttore in der Mauer. Hiervon ist bis heute nur das Schwedentor erhalten geblieben.

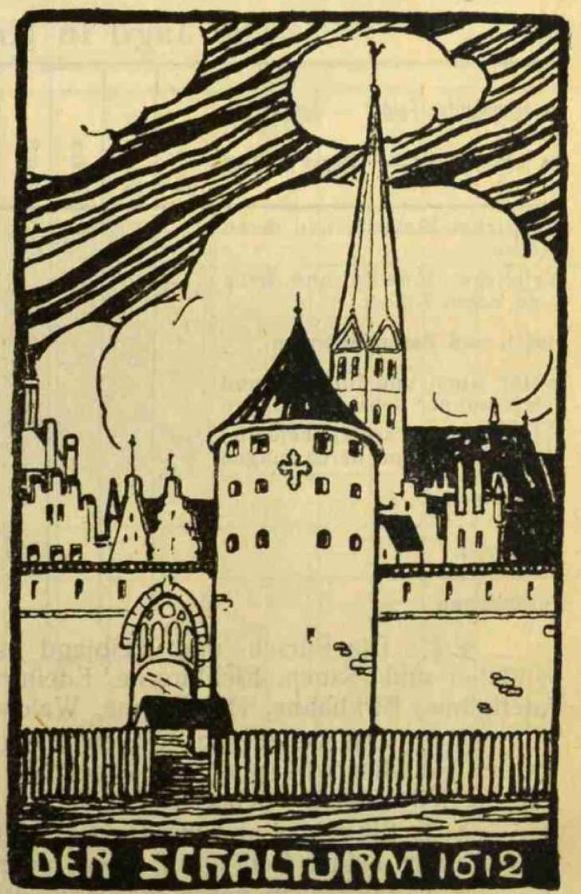
Der Schalturm der Rigaer Stadtbefestigung im Zustand von 1612. Abbildung aus dem Baltischem Jahrbuch 1907

 Durch die Fortentwicklung der Waffentechnik verlor die Stadtmauer dann jedoch militärisch an Bedeutung. Ab 1537 wurden vor den Mauern der Stadt neue Festungsbauwerke wie Bastionen, Ravelins und Sandwälle errichtet. Die Festung wurde im Jahr 1710 nach einer Belagerung Rigas durch Truppen des russischen Zaren Peter I. eingenommen.
An die alte Stadtmauer wurden im Laufe der Zeit beiderseits Gebäude angebaut, so dass sie aus dem Straßenbild verschwand und zum Teil erst im 20. Jahrhundert beim Abriss von Gebäuden wieder sichtbar wurde.
Der Status als Festung bestand für Riga bis 1857. Nach seiner Aufhebung wurden die Festungsbauwerke eingeebnet. An ihrer Stelle entstand der Stadtkanal und Parkanlagen.
Von der mittelalterlichen Stadtmauer sind nur kleinere Teile erhalten. Größtes Stück ist dabei ein Stadtmauerteil im Norden der Rigaer Altstadt, auf der Südseite der Turmstraße (lettisch Torņa iela) und nördlich der Lärmstraße (Trokšņu iela).